# Scintilační detektor
Scintilační detektor je zařízení pro detekci ionizujícího záření založené na principu excitace elektronu do vyššího energetického stavu zářením, přičemž návrat elektronu do základního stavu se projeví jako světelný záblesk.
Detekce probíhá ve dvou krocích:
1. ionizující záření je převedeno na viditelné světlo (nebo také na ultrafialové záření) ve scintilátoru, scintilačním krystalu.
2. viditelné záření se registruje, a vytváří elektronický signál (viz fotonásobič)

## Princip scintilace
Scintilační detektor se skládá z luminiscenčního scintilačního krystalu (většinou thalliem aktivovaný jodid sodný NaI(Tl)), schopného zachytit ionizující záření ve formě γ nebo rentgenového paprsku. Pohlcením záření se excitují elektrony krystalu a při jejich následné deexcitaci emitují fotony viditelného světla. Tyto velice slabé záblesky světla jsou vhodnými světlovodiči převedeny do fotonásobiče.
Úloha fotonásobiče je znásobit a transformovat paprsky viditelného světla na elektrický impuls, sestávající z velkého množství elektronů. Děje se tak při dopadu světelných záblesků z krystalu na fotokatodu. Z fotokatody se tak uvolní velmi malé množství elektronů, které interagují s dynodami (elektrodami), jejichž povrchová úprava umožňuje násobení impulsu. Uvolňuje se tak stále více elektronů (ke konci řádově 106–107), které jako salva dopadají na anodu fotonásobiče. Vytvoří tak měřitelný elektrický impuls, který se zpracovává v zesilovací soustavě.
Mezi fotokatodu a anodu je přivedeno vysoké napětí o velikosti asi 1000 V. Prostředí fotonásobiče je udržováno ve vakuu.
Zesilovací soustava se skládá z předzesilovače. V předzesilovači se amplituda elektrických impulzů upravuje přímo úměrně ve vztahu k počtu světelných fotonů dopadajících na fotokatodu. Zároveň je i počet světelných fotonů z krystalu úměrný energii fotonů na krystal dopadajících.
V zesilovači se signál impulsu z předzesilovače zvyšuje a propouští se do analyzátoru impulsů. Analyzátor impulsy třídí v závislosti na amplitudě. Rozlišuje se analyzátor:
- Jednokanálový amplitudový – užívá horního a dolního diskriminátoru (tvoří hranici), amplitudy leží mezi těmito hranicemi. Velikost těchto dvou hranic se nazývá kanálem a je dána v eV. Zaznamenává se počet impulsů v jednom kanálu, poté se jeho hranice posouvají a vzniká tak postupně amplitudové spektrum.

- Vícekanálový amplitudový – mnoho jednotlivých analyzátorů zapojených paralelně, umožňuje tak mnohem rychleji získat amplitudové spektrum.

Impulsy jsou propouštěny do koncové jednotky, kterou může být čítač, integrátor nebo paměťová jednotka.

Scintilační detektor

## Materiální požadavky
- musí efektivně absorbovat detekované záření
- alespoň část absorbovaného záření musí být převedena na jiné
- doba scintilace by měla být co nejkratší, viz mrtvá doba detektoru.

Materiály mohou být organické (naftalen, antracen, ...), i anorganické (NaI, CsI, BaF2, ...)

## Vlastnosti
- vysoká účinnost pro záření gama
- krátká mrtvá doba
- spektrometrický režim